# دورلوباکتام
دورلوباکتام (انگلیسی: Durlobactam) یک مهارکننده بتالاکتاماز است که در ترکیب با سولباکتام برای درمان گونه‌های حساس باکتری در جنس آسینتوباکتر به کار می‌رود.